# Mokhtar Amoudi
Mokhtar Hamoudi, dit Mokhtar Amoudi, né en 1988 à Paris, est un écrivain français.
Son premier roman Les Conditions idéales est récompensé du prix Goncourt des détenus 2023 et du prix "Envoyé par La Poste" 2023.

## Biographie
Mokhtar Amoudi est un enfant placé qui a grandi en banlieue parisienne.
Son premier roman, Les Conditions idéales, est inspiré de sa propre vie. Le jeune Skander, né de parents algériens, est placé à l'âge de deux ans. C'est un enfant curieux et passionné de lecture. Puis, dans une cité fictive de banlieue, il est accueilli chez la « redoutable » Madame Khadija financée par l’Aide sociale à l'enfance. À l'adolescence, il se retrouve tiraillé entre ses rêves d’évasion que lui procure la littérature et la tentation de la rue et de l’argent facile,,.
Ce premier roman, remarqué lors de la rentrée littéraire 2023, intègre les sélections des prix Goncourt et Renaudot. Il remporte le prix Goncourt des Détenus 2023 et le Prix "Envoyé par La Poste" 2023, ainsi que le Prix Mottart de l'Académie française 2024.

## Romans
- Les Conditions idéales, Éditions Gallimard, 2023  (ISBN 9782072999598).

## Récompenses
- Prix Goncourt des Détenus (2023)
- Prix Envoyé par la Poste (2023)
- Prix Mottart (2024)
- Bourse de la Découverte de la Fondation Prince Pierre (2024)